# Kjell Isaksson
Kjell Isaksson (Suecia, 28 de febrero de 1948) fue un atleta sueco especializado en la prueba de salto con pértiga, en la que consiguió ser subcampeón europeo en 1971.

## Carrera deportiva
En el Campeonato Europeo de Atletismo de 1971 ganó la medalla de plata en el salto con pértiga, con un salto por encima de 5.30 metros, siendo superado por el alemán Wolfgang Nordwig que con 5.35 metros batió el récord de los campeonatos, y por delante del italiano Renato Dionisi (bronce también con 5.30 m pero en más intentos).